# Soltanto amici
Soltanto amici è il secondo album in studio del cantante italiano Michele Zarrillo, pubblicato nel 1988 dalla Fonit Cetra.

## Descrizione
Dopo l'incisione dei primi 45 giri e del primo album, Zarrillo non riesce a bissare il successo di Su quel pianeta libero ed Una rosa blu, per cui la vecchia casa discografica, la CBS, non gli rinnova il contratto ed il cantautore passa alla Fonit Cetra.
Il rilancio arriva nel 1987, passando nuovamente per il Festival di Sanremo, dove l'artista ritorna con un nuovo look (capelli corti e barba) nel 1987 con La notte dei pensieri, bella canzone con la quale vince (dopo più di quindici anni di carriera) nella sezione Nuove Proposte.
L'anno successivo Zarrillo torna ancora al Festival con Come un giorno di sole, che viene inclusa nell'album. Le canzoni sono scritte da Giampiero Artegiani per i testi e dallo stesso interprete in collaborazione con Luigi Lopez per le musiche. L'album non ottiene  un grande riscontro commerciale.

## Tracce
Testi di Giampiero Artegiani, musiche di Michele Zarrillo e Luigi Lopez.
1. Dovrei pentirmi – 4:42
2. Il sorriso delle stesse stelle – 4:24
3. Dammi un po' di più – 3:00
4. Da quando l'aria sei tu – 4:36
5. Soltanto amici – 3:54
6. Come un giorno di sole – 4:56
7. Sotto il cielo non c'è niente di nuovo – 5:16
8. Ci sarò – 4:28
9. La radio dava un vecchio disco di soul – 6:15

## Formazione
- Michele Zarrillo – voce
- Ronnie Jackson – chitarra, basso
- Ellade Bandini – batteria
- Roberto Zanaboni – tastiera, programmazione, batteria
- Maurizio Fabrizio – chitarra
- Lucio D'Alessandro – tastiera
- Mario Schilirò – chitarra elettrica, cori
- Maurizio Galli – basso
- Massimo Di Vecchio – pianoforte
- Oberdan Fratini – tastiera
- Tosca – cori